# Gunay Uslu
Gunay Uslu (née le 25 octobre 1972) est une historienne de la culture et une femme politique néerlandaise, qui est secrétaire d'État à la Culture et aux Médias dans le quatrième cabinet Rutte du 10 janvier 2022 au 1er décembre 2023. Elle est membre du parti Démocrates 66 (D66).

## Jeunesse et éducation
Uslu est née en 1972 à Haarlem, en Hollande-Septentrionale, fille d'immigrants turcs,. Elle fait ses études secondaires entre 1985 et 1992 au lycée Montessori d'Amsterdam, où elle suit les programmes MAVO et HAVO,. Après avoir obtenu des diplômes propédeutiques en formation des enseignants (histoire) de l'Université des sciences appliquées d'Amsterdam en 1993 et en droit néerlandais de l'Université d'Amsterdam en 1996, elle passe aux études culturelles à l'Université d'Amsterdam et obtient une maîtrise en 2001, spécialisée dans la politique et la gestion de l'histoire culturelle européenne,. En 2015, elle obtient un doctorat en histoire, histoire de l'art et archéologie de la même université,.

## Carrière
De 1997 à 1999 et de 2014 à 2020, Uslu occupe des postes de direction au sein du groupe touristique Corendon, cofondé par son frère Atilay,. Entre 2001 et 2018, elle enseigne à l'Université d'Amsterdam, notamment les études du patrimoine, la muséologie et la politique culturelle. Uslu travaille aussi pour le Rijksmuseum en tant que chef de projet pour l'Éducation et les événements et est commissaire d'expositions, entre autres, au Musée Allard-Pierson et au musée d'Amsterdam.
Le 10 janvier 2022, elle rejoint le quatrième cabinet Rutte en tant que secrétaire d'État à la Culture et aux Médias, au nom des Démocrates 66. Le 30 novembre 2023, Uslu démissionne de son poste de secrétaire d'État et retourne chez Corendon, l'entreprise de son frère. Elle y occupe le poste de PDG à compter du 11 décembre 2023.